# 三階の滝
三階の滝（さんかいのたき、三階滝とも）は、宮城県刈田郡蔵王町にある滝。落差181mを三段に落ちる壮大な段瀑は東北屈指であり、日本の滝百選の一つ。
蔵王山に近く、紅葉の名所である。澄川の対岸の蔵王エコーライン沿いに滝見台（展望台）があり、ここから雄大な展望が楽しめるが、冬季には閉鎖されている。滝見台からは、澄川上流の不動滝も望むことができる。

## 交通アクセス
- 白石蔵王駅より宮城交通バス、「滝見台」停留所下車。